# Hedevig Bagger
Hedevig Bagger (født d. 18. juni 1842 på Christianshavn, død d. 24. august 1926 i Søllerød), var seminarielærerinde og en af Danmarks første børnehavelærerinder.
Hedevig Bagger var uddannet som institutbestyrer med fransk som hovedfag ved Københavns Universitet, men er i dag mest kendt for hendes store arbejde med at indføre pædagogiske grundprincipper og almene børnehaver i Danmark.
I 1880 oprettede hun en af landets første børnehave (Fru Hedevig Baggers Børnehave), som pt. er Danmarks ældste, eksisterende børnehave (den ligger i dag på Frederiksborgvej i Københavns Nordvestkvarter).
Hedevig Bagger var stærkt inspireret af Friedrich Fröbel, der med sine banebrydende idéer om pædagogik, var med til at forme vor tids tanker om børneopdragelse og pædagogik.
I 1885 begyndte hun at tilbyde kurser til børnehavelærerinder, og de næste syv år uddannede hun 27 børnehavepædagoger.
I 1904 fik blev kurserne til en decideret uddannelse, da Hedevig Bagger oprettede Frøbelseminariet, som stadig eksisterer.
Det var særligt med udgangspunkt i Fröbels idéer, at Hedevig Bagger sammen med sin mand i 1899 stiftede Dansk Fröbelforening. Formålet med foreningen var at udbrede Fröbels tanker og idéer i Danmark.
Hedevig Bagger døde i 1926, og ligger begravet ved siden af sin mand Sophus Bagger på Vestre Kirkegård i København.